# Nyen
Nyen var en svensk fästningsstad vid Nevas utlopp. Den var huvudort i det svenska Ingermanland efter freden i Stolbova 1617 till den ryska erövringen 1703. Den låg öster om Sankt Petersburgs centrum där den lilla ån Ochta (svenska: Svartå, Svartbäcken) flyter in i Neva.

## Historia

### Förhistorisk tid
Det finns fynd från förhistorisk tid, då Nyen låg vid havet.

### Medeltiden
Republiken Novgorod byggde en befästning på platsen på 1200-talet.
Marsken Tyrgils Knutsson byggde en befästning på udden år 1300. Den förstördes av ryssarna nästa år.

### Sveriges östpolitik under Vasasönerna
Den svenska östpolitiken fick en ny utformning under Gustav Vasas söner. År 1561 ställde sig Tallinn och några estniska landskap under svenskt beskydd. Staden Narva erövrades år 1581 från Ryssland som tidigare hade erövrat den från Tyska orden. Ett bakslag för den svenska politiken var att Ryssland 1584 grundade handelsstaden Archangelsk vid Vita havet. Den ryska exporten av talg, läder och pälsverk gick därefter över Vita havet och över Riga utfördes lin och hampa. De svenska städerna var överflyglade. Freden i Teusina 1595 gav Sverige Estland men Ryssland fick Kexholms län och Ingermanland. Sveriges ingripande 1609–1613 i den Stora oredan i Ryssland gav Sverige Kexholms län och Ingermanland åter. I freden i Knäred 1613 tvingades Sverige avstå från sina försök att erövra den norska Ishavskusten. Krigshandlingarna mellan Sverige och Ryssland upphörde 1615 och år 1617 slöts freden i Stolbova. Sverige behärskade därefter hela kusten runt Finska viken.

### Efter kriget i Ryssland
Under kriget i Ryssland anlade svenskarna år 1611 en skans vid bifloden Ochtas mynning i Neva, kallad Nyenskans. Då stridigheterna upphörde år 1615 slog sig en grupp köpmän ned på den motsatta stranden av Ochta. Redan det året räknade man med att 14 skepp hade anlöpt den nya hamnen. Efter fredsslutet erövrade Sverige Pärnu, Riga och de preussiska städerna från Polen. Den ryska utrikeshandeln var därmed underställd svensk kontroll om inte den gick över Archangelsk. I freden i Stolbova gavs såväl den ryska som den svenska handeln stora friheter i både ryska och svenska städer men den inbördes handeln var ännu minimal. Under 1620- och 1630-talet använde den svenska staten Nyen främst som utförselhamn för ingermanländsk spannmål. Tallinn lyckades år 1623 få den svenska kronan att inskränka handelsfriheten vid Finska viken så att Tallinn och Viborg ensamma var mest gynnade hamnar.
År 1626 introducerades tanken att Nyen skulle bli handelsplats för ett eller annat handelskompani. På så sätt skulle man kunna kompensera för bristen på handelskapital och skepp. Förhandlingar fördes med ryska, franska och holländska köpmän och med Schlesvig-Holstein. Då överenskommelsen med Tallinn löpte ut 1629 hade den svenska staten ändrat sin uppfattning om hur handeln med Ryssland skulle bedrivas. Tallinns misslyckande med att dra den ryska handeln till sig ledde till att den svenska kronans intresse för Narva och Nyen växte. I juni 1632 utfärdade den svenske kungen ett plakat som lovade att nya städer skulle grundas i det inre av Finska viken, bland dem staden Nyen, och förses med sådana rättigheter, bland annat tulltariffer, som lockade de ryska köpmännen från Archangelsk till Nyen. Nyen skulle också lyda under svensk stadsrätt.

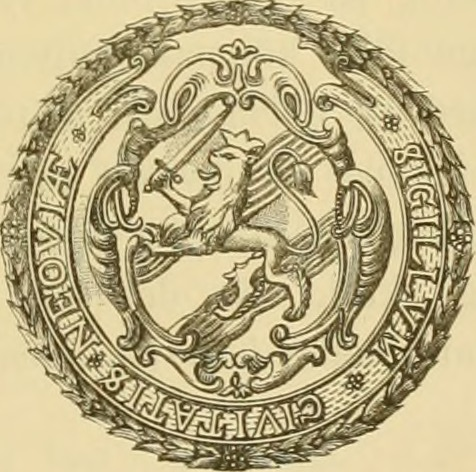
Nyens stads sigill.

### Grundläggning och första utveckling
Gustav II Adolfs död 1632 fick Nyens utveckling att stagnera. Först i september 1638 vaknade intresset i förmyndarregeringen för Nyens utveckling. Konungens dekret återupplivades 28 september 1638 men Nyen fick också samma stapelrätter som Viborg och Narva redan hade, dvs. rätt att handla direkt med Ryssland. På borgarnas begäran utfärdade förmyndarregeringen den 20 september 1642 stadsprivilegier för Nyen, som drottning Kristina bekräftade den 15 september 1647. Staden fick ett vapen som visar ett upprättstående, krönt lejon med ett höjt svärd framför två strömmar. År 1643 beslöt den svenska regeringen att endast uppbära två låga sjötullar av köpmännen. Vidare beslöts 1646 att slopa gränstullen till Ryssland för Tallinns, Narvas och Nyens del och 1648 att tillåta direkt handel mellan gästande köpmän och att sänka genomfartstullen till 2 % för både in- och utfart i de flesta fall. Efter detta kunde svenskarna hävda att det var lika lönsamt att handla över Östersjön, också om man beaktade Öresundstullen, men att vägen var betydligt kortare än till Archangelsk.

### Handelsuppsvinget i mitten av seklet
Den politik som svenskarna förde hade påtagliga, gynnsamma följder. Ca 1649 började det från Novgorod, Pskov med flera ryska städer komma nya varor som pottaska, lin, hampa, råsiden, fällar, ryskt läder, ogarvat läder, talg osv i sådana mängder till Tallinn, Narva och Nyen som man aldrig tidigare hade upplevt. För första gången fick man nu se köpmän från Moskva i de tre städerna. Nyen hade glädje av sin korta vattenväg till Novgorod och vintertid kunde varor föras från Tallinn landvägen till Nyen för vidare befordran. Stadens borgare beviljades också kontinuerliga frihetsår från skatter och tullar. Inom Nyens befolkning var vid den här tiden överskiktet övervägande tyskt men de lägre skikten var ofta svenskar, finnar och ryssar. Trots tullinkomsterna från Nyen befäste inte den svenska regeringen staden och den intilliggande fästningen var likaså försummad. Det holländsk-engelska kriget 1652-1656 hindrade handeln över Archangelsk medan handeln över Östersjön med framför allt skeppsförnödenheter fick ett starkt uppsving år 1654.

### Rupturkriget
Ett krig bröt ut 1656 mellan Sverige och Ryssland och i juni samma år trängde ryska trupper in i Ingermanland. Borgarna i Nyen flydde i panik och den ryska armén brände stadens bostadshus. Redan i september återerövrades staden av svenskarna. Ett vapenstillestånd ingicks 1658 i Vallesaare och den slutliga freden slöts 21 juni 1661 i Kardis (estniska Kärde). Fredsslutet innehöll flera friheter för gränshandeln mellan Sverige och Ryssland men inte långt efter fredsslutet infördes nya ryska regleringar och monopolbeslut. Sommaren 1673 sände Sverige en stor delegation till Ryssland för att diskutera handelns villkor. Ett nytt drag i den ryska utrikespolitiken förekom 1674–1683 då man krävde Kexholms län och Ingermanland tillbaka men 1684 bekräftades åter freden i Kardis.

### Lugnare tider

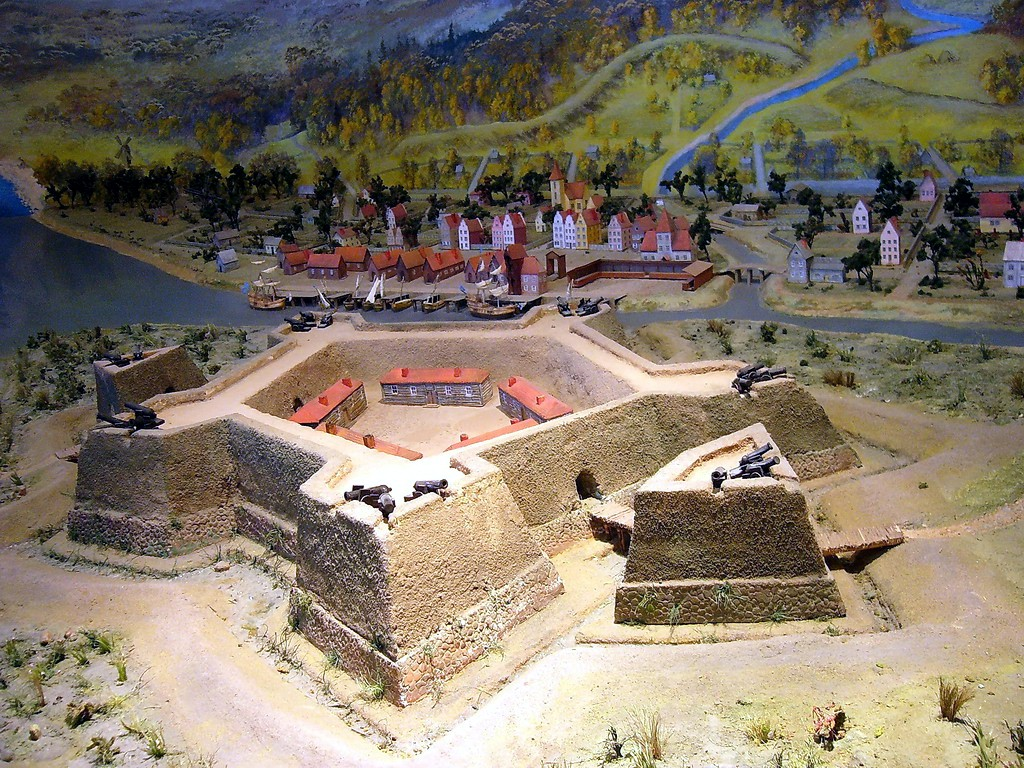
Modell av Nyenskans och stad.

Återhämtningen i Nyen var långsam under 1660- och 1670-talet och staden brann 1681.Därefter vände utvecklingen vilket mest berodde på en starkt ökad efterfrågan i Västeuropa på skeppsförnödenheter. Det var främst holländarna som hanterade varorna som skeppare, köpmän, timmermän, sågverksinnehavare, skeppsbyggare och finansiärer. Det stora uppsvinget i Nyen skedde på 1690-talet. Grunden för den ekonomiska uppgången låg i sågverken som med sin finbladiga sågvirkesteknologi – holländska sågar – spred sig först vid Riga men sedan vid Narva och på 1690-talet till Nyen och Nevans vattensystem. I samband med sågverken utvecklades också skeppsbyggeriet. Trävaruexporten över Nyen ökade explosionsartat. Under perioden 1681–1703 seglade 684 skepp från Nyen genom Öresund, främst till Amsterdam. Majoriteten av fartygen seglade dock inom Östersjön, huvudsakligen till Stockholm och Lübeck. Man räknar med att det årligen avseglade ca 100 skepp från Nyen.

### Befolkning och topografi

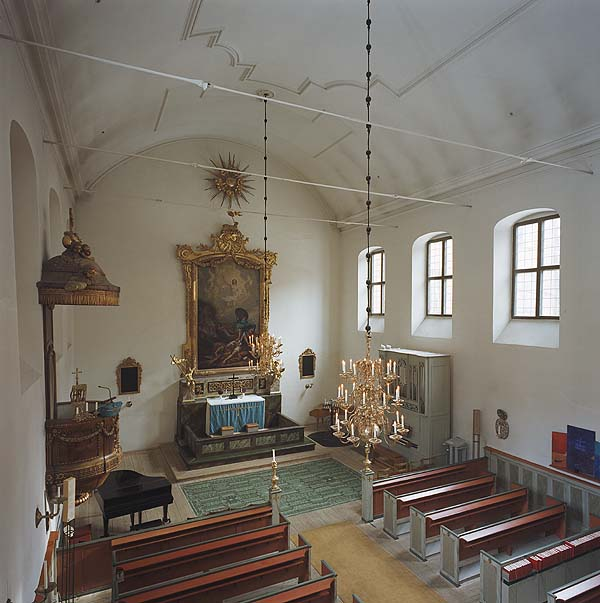
Ljuskrona från Nyens tyska kyrka, numera i Finska kyrkan i Stockholm

Nyens språkförhållanden var kanske de mest brokiga i det svenska riket. Det dominerande köpmannaskiktet var holländskt och tyskt medan tjänstemännen var svenska. Småköpmän och hantverkare var både svenskar, finnar och ryssar medan tjänstefolket var övervägande finskt. Den egentliga staden låg i tre kvarter längs Ochta och delades av den Lilla Svartbäcken. I den nedre delen låg den svensk-finska kyrkan, prästgården och skolbyggnaderna. I den övre delen låg torget med rådhuset, den tyska kyrkan och skolan samt hospitalet. Staden förenades med fästningen genom en bro över Ochta. Uppströms vid Ochta fanns hakelverket (förstaden) Tuukkala och längs Nevas strand Rämsä. På andra sidan Nevan förenad med staden genom en färjförbindelse låg den ortodoxa befolkningens hakelverk Vuoronpuol med Spasskij-kyrkan.

### Nyens slutskede

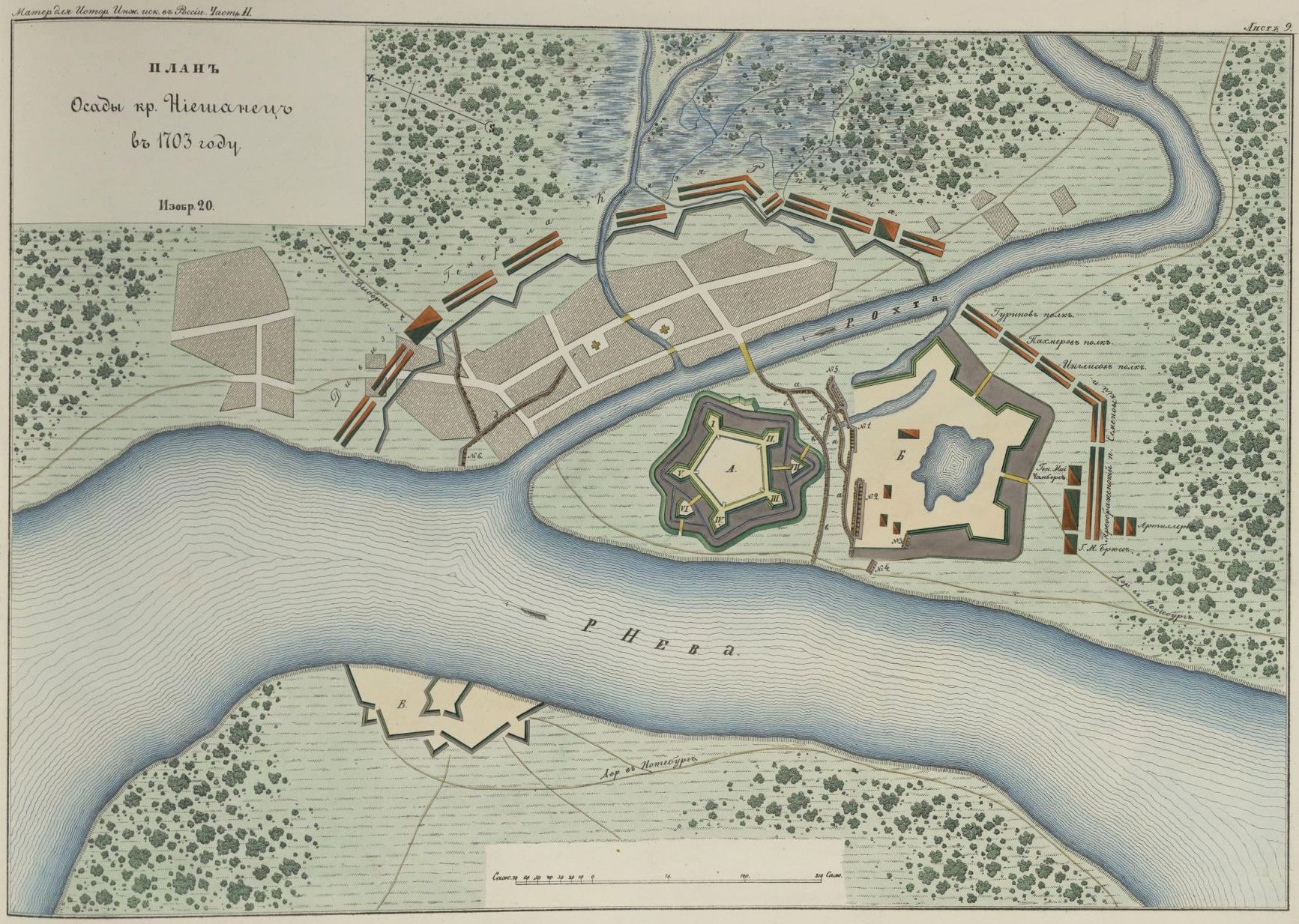
Rysk karta från 1861 visar staden år 1703.

Det stora nordiska kriget bröt ut i början av år 1700 och i september inledde ryska trupper belägringen av Narva. Invånarna i Nyen började omedelbart ge sig av från staden men större delen flydde år 1702 då också staden av försvarsskäl delvis brändes. Den 1 maj 1703 kapitulerade fästningen Nyenskans inför en överlägsen rysk armé. Två veckor senare beslöt Peter den store att bygga en ny fästning längre ut i Neva-deltat. Där byggdes också den nya staden Sankt Petersburg. På den plats där Nyen hade legat växte åren 1721–1722 fram timmermännens fristad Stora Ochta.